# ピュハヨキ原子力発電所
ピュハヨキ原子力発電所(フィンランド語: Pyhäjoen ydinvoimalaitos)はフィンランドの北ポフヤンマー県ピュハヨキに建設が予定される原子力発電所。フェンノボイマが建設予定であり、2011年10月5日にピュハヨキを建設地として決定した。
初期の計画では東ウーシマー県のルオトシンピュフターを候補地にしており、さらにその後シモとピュハヨキが候補地としてあげられた。しかしながらシモは環境保護の観点から批判が多く、岩盤の状態から耐震性も悪かったため、ピュハヨキに決定された。なお、この原発の建設決定は福島第一原子力発電所事故以後では最初の原発建設発表となった。
2015年に建設開始を予定しており、完成は2020年を見込んでいる。建設費は40~60億ユーロを予定し、最大出力は1800MWを想定している。
フェンノボイマは2012年から13年の内に東芝とアレバの2社のうちから建設業者を決定する予定で、東芝の1600MWのEU-ABWRとアレバの1700MWの新型加圧水型炉EPRのいずれかの軽水炉を選択することを発表していた。その後、大型の原子炉については東芝が優先交渉権を得ているが、フェンノボイマ株の34%を保有していたE.ONがフィンランドの事業からの撤退を決めて株を売却することを決めており、資金調達の難航によって原子炉が中型炉に変更される可能性があり、この場合はロスアトムを加えた3社による受注競争になると考えられる。

## 註
1. ↑  “Päätös julki: Tänne nousee ydinvoimala”.  ウーシ・スオミ（フィンランド語版） (2011年10月5日). 2013年3月2日閲覧。
2. ↑  “フィンランドの原子力発電所建設計画”. ATOMICA.   財団法人 高度情報科学技術研究機構. 2012年7月18日閲覧。
3. ↑  “Fennovoima sai Arevalta ja Toshibalta tarjoukset ydinvoimalasta”.  フェンノボイマ (2012年1月31日). 2013年3月2日閲覧。
4. ↑  “東芝 フィンランドの原発で交渉権”.  NHK (2013年2月25日). 2013年3月2日閲覧。
5. ↑  “フィンランドのフェンノボイマ、原子炉計画の規模縮小を検討　東芝が受注の可能性”.  ロイター (2013年2月25日). 2013年3月2日閲覧。